# Строберрі (Аризона)
Строберрі (англ. Strawberry) — переписна місцевість (CDP) в США, в окрузі Гіла штату Аризона. Населення — 943 особи (2020).

## Географія
Строберрі розташоване за координатами 34°24′11″ пн. ш. 111°29′52″ зх. д. / 34.40306° пн. ш. 111.49778° зх. д. (34.403132, -111.497805).  За даними Бюро перепису населення США в 2010 році переписна місцевість мала площу 24,52 км², з яких 24,51 км² — суходіл та 0,01 км² — водойми.

## Демографія
Згідно з переписом 2010 року, у переписній місцевості мешкала 961 особа в 489 домогосподарствах у складі 316 родин. Густота населення становила 39 осіб/км².  Було 1293 помешкання (53/км²).
Расовий склад населення:
| - 97,1 % — білих - 0,9 % — корінних американців - 0,5 % — азіатів |

До двох чи більше рас належало 1,4 %. Частка іспаномовних становила 3,4 % від усіх жителів.
За віковим діапазоном населення розподілялося таким чином: 9,8 % — особи молодші 18 років, 52,3 % — особи у віці 18—64 років, 37,9 % — особи у віці 65 років та старші. Медіана віку мешканця становила 60,5 року. На 100 осіб жіночої статі у переписній місцевості припадало 100,6 чоловіків;  на 100 жінок у віці від 18 років та старших — 101,2 чоловіків також старших 18 років.
Середній дохід на одне домашнє господарство  становив 53 903 долари США (медіана — 42 422), а середній дохід на одну сім'ю — 80 080 доларів (медіана — 78 281). За межею бідності перебувало 6,0 % осіб, у тому числі 0,0 % дітей у віці до 18 років та 10,2 % осіб у віці 65 років та старших.
Цивільне працевлаштоване населення становило 99 осіб. Основні галузі зайнятості: мистецтво, розваги та відпочинок — 29,3 %, роздрібна торгівля — 25,3 %, фінанси, страхування та нерухомість — 19,2 %, освіта, охорона здоров'я та соціальна допомога — 16,2 %.